# オズワルド・クルズ級病院船
オズワルド・クルズ級病院船（オズワルドクルズきゅうびょういんせん、Oswaldo Cruz class hospital ship）は、ブラジル海軍の病院船（Navios de Assistência Hospitalar,NAsH）の艦級。同型艦1隻の合計2隻を有する。
1番艦はブラジル連邦政府の公衆衛生局長としてリオデジャネイロ市などの黄熱病、天然痘撲滅に尽力した医師オズワルド・クルズ（Oswaldo Cruz）、2番艦は感染症研究者としてシャーガス病の病態解明、ハンセン病研究を行った医学研究者カルロス・シャーガス（Carlos Chagas）にちなむ。
ブラジル海軍の河川病院船は本級も含め、異名として「希望の船（Navios da Esperança）」と呼ばれている。

## 概要
本級はリオデジャネイロ海軍工廠（AMRJ）において建造され、1982年1月20日発注、同年7月にキール据付、1983年進水、その後1984年5月29日に就役した、ブラジルが建造した初にして現役最古の病院船である。
本級は後に建造した病院船級と異なり一般的な単胴船形に近い外観を有しており、アマゾン川流域及びパンタナルの沿岸地域一帯の住民に対して歯科を含む医療支援を提供している河川病院船となる。
本級は水深の浅い河川での医療支援に特化して設計されており、500トンの排水量に喫水を浅くする平底船型をしている。医療設備としては処置室、手術室等に加え、レントゲン室なども有している。また、患者の移送手段として小型高速ボート2隻を搭載し、また後部ヘリコプター甲板にて離発着可能な小型ヘリコプターによる医療後送（MEDEVAC）行為が可能となっている。
1番艦オズワルド・クルズのモットーは「Saúde onde houver vida!（命あるところに健康あり！）」

## 設計

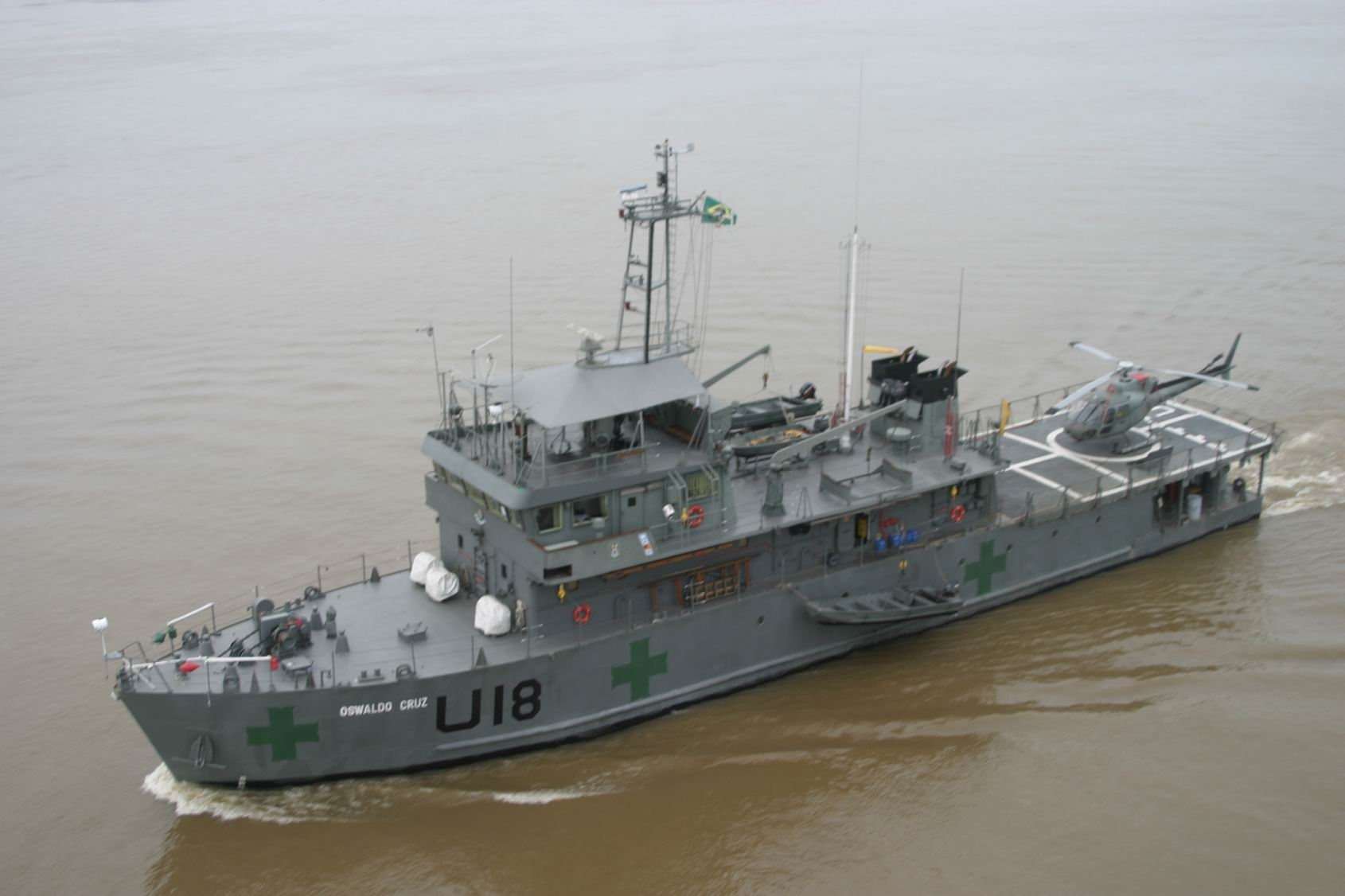
ヘリコプター及びボート2隻を展開した状態の景況

水面上は一般的な単胴船に近い外観を有しているが、水深の浅い河川での医療支援に特化して設計されており、喫水が浅い平底船型となっている。
乗員は51名とされているが、医師、歯科医師、検査官を含む常設25名に加え、医療任務出動時には追加で医師3名、歯科医師2名、ヘリコプターパイロット2名、飛行要員4～5名、更に海軍又は海兵隊の衛生兵が追加で搭乗となる。任務によっては医療系NGOの医療専門家 (形成外科、歯科、看護、心理学、言語療法) チームやプロジェクト計画ディレクターなどが搭乗する場合もある。
医療設備としては、処置室、実験室、薬局、歯科処置室×2室、診察台付き事務室、手術室とレントゲン撮影室があり、特にX線撮影装置や超音波診断装置は新型を備えている。
患者移送の装置としては、小型高速ボートを2隻搭載するとともに、航空医療後送 (AE)用の小型ヘリコプター離発着が可能な飛行甲板を後部に有しており、特にヘリコプターは状況に応じては常時搭載状態で任務に従事する事もあるとしている。
また、収容した傷病者に対する食事やシャワーなどの支援の提供も可能となっている。

## 来歴・運用

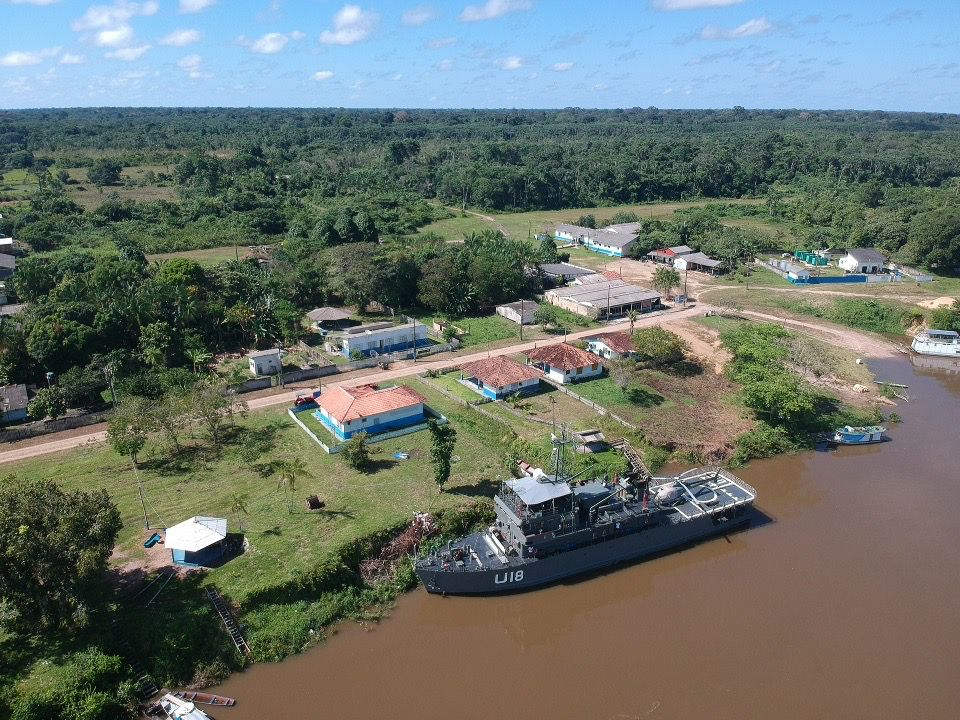
河岸に接岸した病院船オズワルド・クルズ

ブラジル海軍は、河岸沿いの地域社会に住む人々が非常に困窮している様子を目の当たりにしており、1949年からアマゾン川流域の地域社会に対し人道支援を行ってきた。35年後にアマゾン川流域支援のためブラジル海軍初の病院船である本級が建造されるまでの間、既存の河川艦艇により可能な範囲の支援を継続して実施してきた。
建造・就役した本級はブラジル保険省からの委託に基づき、アマゾン川流域及びパンタナルの沿岸地域一帯の住民に対して歯科を含む医療支援を提供する河川病院船として運用されている。所属は、同級2隻ともに西アマゾン地域を管轄とするブラジル海軍第9海軍管区となる
アマゾン川等の大規模河川は、川底の諸所に岩石が存在する上、上流から絶えず流木等が流れてくるなど海洋とは大きく条件が異なる環境であり、ソナーに頼る事もできず、航海図を作成しても数時間以内に変化する状況に対応できなくなるため、常に情報を更新し続けるとともに夜間はスポットライトにより常に航路上の障害物を確認し続けなければならない。このため、本級の乗員は配属前に特別な河川航行訓練を履修しなければならず、その多くは2年間の任期を務める。
本級により医療支援を行う河岸流域一帯においては、一般的な健康診断及び妊婦への対応を行うとともに、一般的又は貧困に根差した病気に対処する機会が多く、一例として高血圧、糖尿病、変形性関節症、腰痛、怪我、頭痛、上気道感染症、下痢、皮膚疾患、冠動脈疾患や末梢血管疾患、リーシュマニア症、ハンセン病、クッシング症候群、シーハン症候群、急性冠症候群、筋ジストロフィー、乾性壊疽を伴う骨髄炎、疥癬、VZV（水痘）、マメハムシ熱傷の処置を行う。また、原因不明の発熱者への対処や、不適切な井戸やトイレの設置に関する公衆衛生指導も実施され、人道的任務は1ヶ月に及ぶ。
また、医療系NGOとも連携し合同で医療支援を実施する場合もある。

## 関連項目

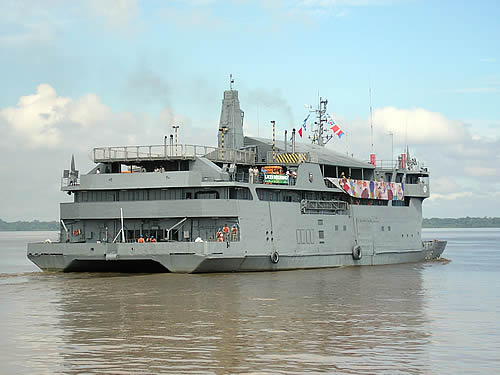
補助船パラー（U-15）

## 同型艦
| 艦名                 | 艦番号 | 造船会社                 | 建造開始   | 進水   | 就役           | 所属                       | 状態 |
| -------------------- | ------ | ------------------------ | ---------- | ------ | -------------- | -------------------------- | ---- |
| オズワルド・クルズ   | U18    | リオデジャネイロ海軍工廠 | 1982年 7月 | 1983年 | 1984年 5月29日 | 第9海軍管区 （西アマゾン） | 現役 |
| カルロス・シャーガス | U19    | リオデジャネイロ海軍工廠 |            |        |                | 第9海軍管区 （西アマゾン） | 現役 |